# Popove, Novhorod-Siverskîi
Popove (în ucraineană Попове) este un sat în comuna Kirove din raionul Novhorod-Siverskîi, regiunea Cernihiv, Ucraina.

## Demografie
Componența lingvistică a localității Popove
     Ucraineană (83,33%)
     Rusă (16,67%)
Conform recensământului din 2001, majoritatea populației localității Popove era vorbitoare de ucraineană (83,33%), existând în minoritate și vorbitori de rusă (16,67%).